# Neoseiulus onzoi
Neoseiulus onzoi är en spindeldjursart som beskrevs av Zannou, Moraes och Oliveira 2006. Neoseiulus onzoi ingår i släktet Neoseiulus och familjen Phytoseiidae. Inga underarter finns listade i Catalogue of Life.